# Pavel Vrba
Pour les articles homonymes, voir Vrba.
Pavel Vrba, né le 6 décembre 1963, est un joueur et entraîneur de football tchèque. 
Vrba est nommé en 2014 sélectionneur de l'équipe nationale tchèque. Il est connu dans son pays pour ses principes de jeu offensif.
Pendant sa carrière de joueur, Vrba joue pour plusieurs clubs, notamment le Baník Ostrava. Comme entraîneur il dirige plusieurs équipes tchèques et slovaques, notamment le Viktoria Plzeň, avec lequel il connaît un certain succès.

## Biographie

### Carrière d'entraîneur
Adjoint d'Erich Cviertna au Baník Ostrava, Vrba assure l'intérim après le départ de ce dernier pendant la saison 2002-2003. Pour son premier match, son équipe perd lourdement (7-0) face au Slavia Prague.
En 2004, il est recruté par le club slovaque de Púchov, où il reste deux saisons. Il remporte le championnat de Slovaquie avec le MŠK Žilina en 2007 et atteint la seconde place l'année suivante
Il signe en 2008 au Viktoria Plzeň. En 2010, il remporte la première Coupe de Tchéquie de l'histoire du club. Il est nommé plus tard entraîneur tchèque de l'année, un titre qu'il conserve plusieurs années d'affilée. La saison suivante, il remporte le championnat, une autre première pour le Viktoria Plzeň. Il réitère la performance en 2013. 
Malgré un contrat courant jusqu'en juin 2015, la  Fédération tchèque active en novembre 2013 la clause de rachat de son contrat, fixée à huit millions de couronnes, pour en faire le nouveau sélectionneur national,. Il quitte le Viktoria Plzeň sur une victoire en Ligue des champions face au CSKA Moscou (2-1).
En septembre 2015, la sélection tchèque est la première équipe à assurer officiellement sa qualification pour l'Euro 2016.

## Palmarès

### En tant qu'entraineur
- Entraîneur tchèque de l'année en 2010, 2011, 2012, 2013, 2014

 MŠK Žilina (2)
- Champion de Slovaquie en 2007
- Vainqueur de la Supercoupe de Slovaquie en 2007

 Viktoria Plzeň (5)
- Champion de Tchéquie en 2011, 2013 et 2018
- Vice-champion de Tchéquie en 2017 et 2019
- Vainqueur de la Coupe de Tchéquie en 2010
- Vainqueur de la Supercoupe de Tchéquie en 2011

 Ludogorets Razgrad (1)
- Champion de Bulgarie en 2020
- Finaliste de la Supercoupe de Bulgarie en 2020

 Sparta Prague
- Vice-champion de Tchéquie en 2021